# Frans van Gent

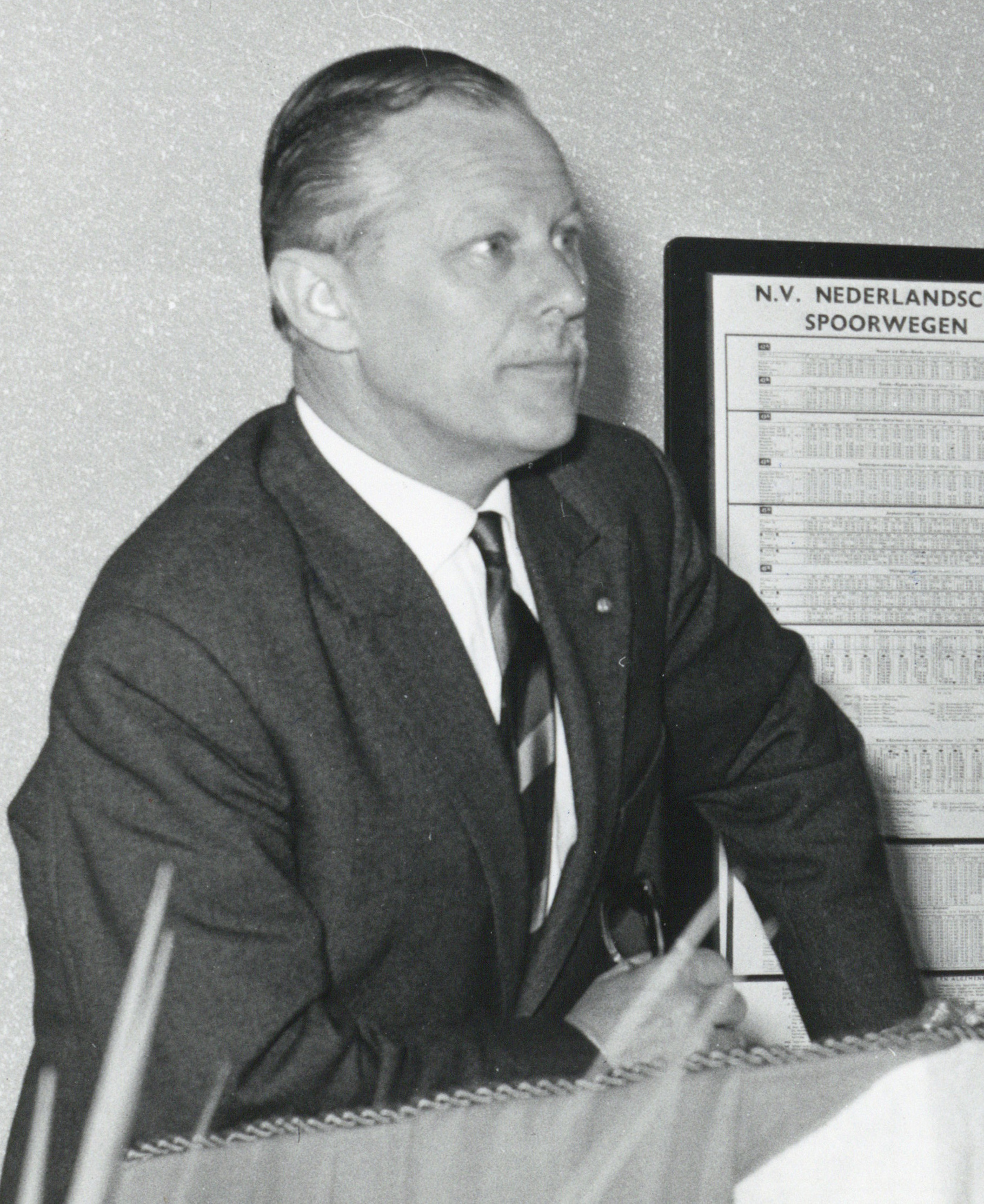
Burgemeester F.J.W. van Gent (1962)

Franciscus Wilhelmus Josephus (Frans) van Gent (Wijk aan Zee en Duin, 14 december 1910 – Riethoven, 17 september 1988) was een Nederlands burgemeester.
Hij werd geboren als zoon van Antonius Maria van Gent (1883-1960) en Petronella Antoinetta Jacobs (1884-1955). In september 1946 werd hij de burgemeester van Zevenaar en daarmee kregen de inwoners van Zevenaar voor het eerst sinds lange tijd een niet-adellijke burgemeester. Bijna dertig jaar later, in januari 1976, kwam voor hem een einde aan dat burgemeesterschap vanwege het bereiken van de pensioengerechtigde leeftijd. In 1988 overleed Van Gent op 77-jarige leeftijd.